# تيري ميلز (كرة سلة)
تيري ميلز (بالإنجليزية: Terry Mills)‏ مواليد 21 ديسمبر 1967 في رومولوس، هو لاعب كرة سلة أمريكي معتزل بدأ مسيرته الاحترافية في سنة 1990. تم اختياره من قبل فريق ميلووكي باكز خلال الدرافت. يبلغ طوله 6 قدم 10 بوصة (2.1 م). اعتزل اللعب في 2001. أحرز خلال مسيرته في الإن بي إيه 7175 نقطة بمعدل 10.6 نقاط في المباراة الواحدة.

## المسيرة الاحترافية
لعب مع دنفر ناغتس في موسم 1990–1991، ثم لعب مع بروكلين نتس من سنة 1990 إلى 1992، ثم لعب مع ديترويت بيستونز من سنة 1992 إلى 1997، ثم لعب مع ميامي هيت من سنة 1997 إلى 1999، ثم لعب مع ديترويت بيستونز في موسم 1999–2000، ثم لعب مع إنديانا بايسرز في موسم 2000–2001.

## روابط خارجية
- تيري ميلز على موقع إن بي أي (الإنجليزية)
- تيري ميلز على موقع سبورتس رفرنس (الإنجليزية)
- تيري ميلز على موقع كرة السلة الأوروبية.كوم (الإنجليزية)
- تيري ميلز على موقع كلية كرة السلة في سبورتس رفرنس.كوم (الإنجليزية)
- تيري ميلز على موقع ريلجم (الإنجليزية)
- تيري ميلز على موقع بروبوليرز (الإنجليزية)